# علی وهیب شنین
علی وهیب شنین (عربی: علي وهيب شنين؛ زادهٔ ۲۴ دسامبر ۱۹۷۵) یک بازیکن فوتبال اهل عراق است.
وی همچنین در تیم ملی فوتبال عراق بازی کرده است.